# Allure of the Seas
O Allure of the Seas é um navio de passageiros operado pela Royal Caribbean International e construído pelos estaleiros da STX Finland em Turku. É a segunda embarcação da Classe Oasis de cruzeiros depois do Oasis of the Seas e seguido pelo Harmony of the Seas e Symphony of the Seas.